# ドネツクへのミサイル攻撃
ドネツクへのミサイル攻撃（ドネツクへのミサイルこうげき）は、2022年ロシアのウクライナ侵攻において、ウクライナのドネツクの中心部がミサイルで攻撃された事件を指す。ドネツク人民共和国はミサイル攻撃をウクライナ軍によるものと主張し、ウクライナはそれを否定している。
ミサイル攻撃は、3月14日11時31分頃（現地時間）に発生し、ドネツク中心部のUniversitetskaya StreetとArtyoma Streetを標的としたものだった。ドネツク人民共和国は、ミサイルが防空システムにより撃墜されたと発言した。ドネツク人民共和国による予備情報では、20人が死亡、9人が負傷したとされ、その後の情報で、死者23人、負傷者28人に修正された。

## 経緯
ウクライナはミサイル攻撃への関与を否定し、ウクライナ軍のスポークスパーソンLeonid Matyukhinは、ミサイルが榴散弾の弾頭を搭載しており、実際にはロシアのロケットであるとし、「間違いなくロシアあるいは他の弾薬であり、それについて論じる点すらない」と発言した。一方で、ドネツク人民共和国は、ウクライナ軍の戦術ミサイルシステムOTR-21 トーチカによる攻撃であり、ドネツク人民共和国軍が撃墜したと発言した。
独立調査機関のConflict Intelligence Teamのアナリストは、インタビューにおいて、ミサイルがロシアの支配地域から発射されたと思われると発言し、防空システムによる撃墜を否定した。

## ギャラリー

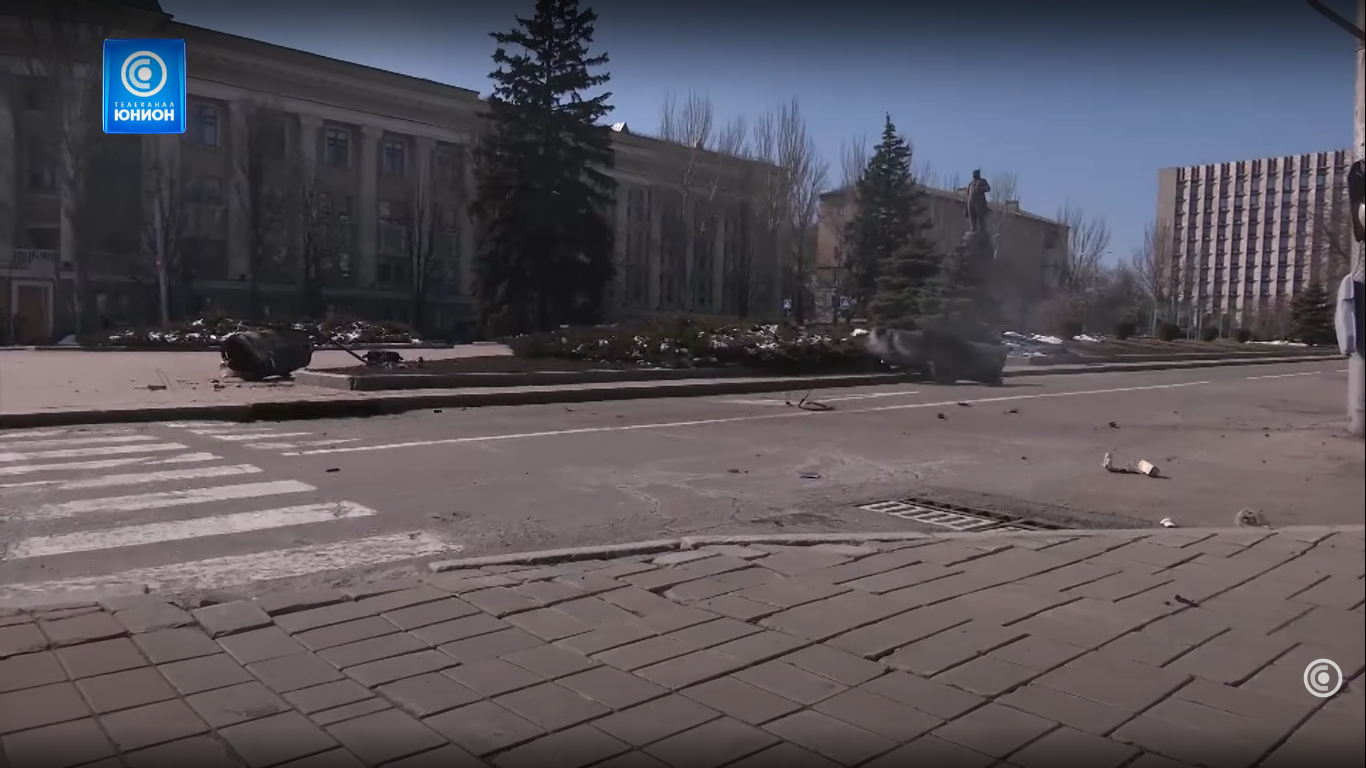
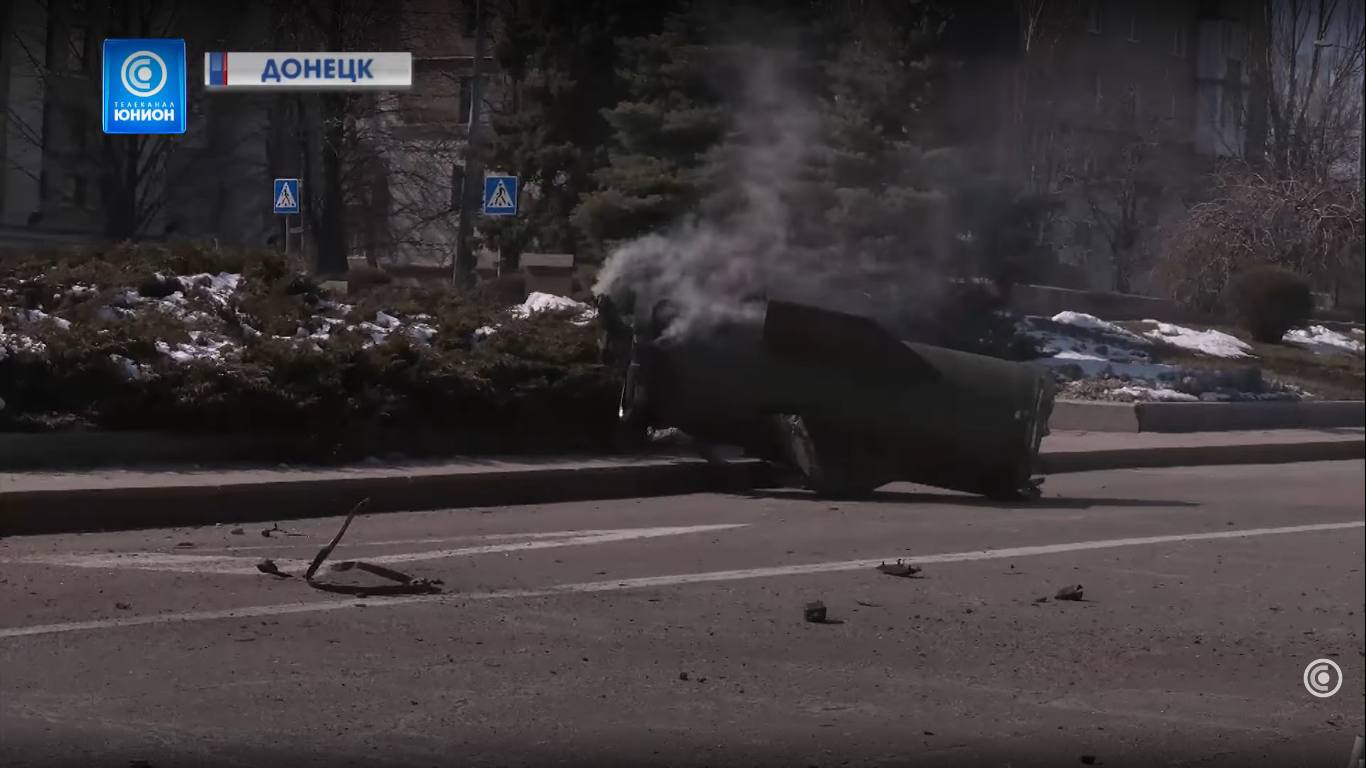
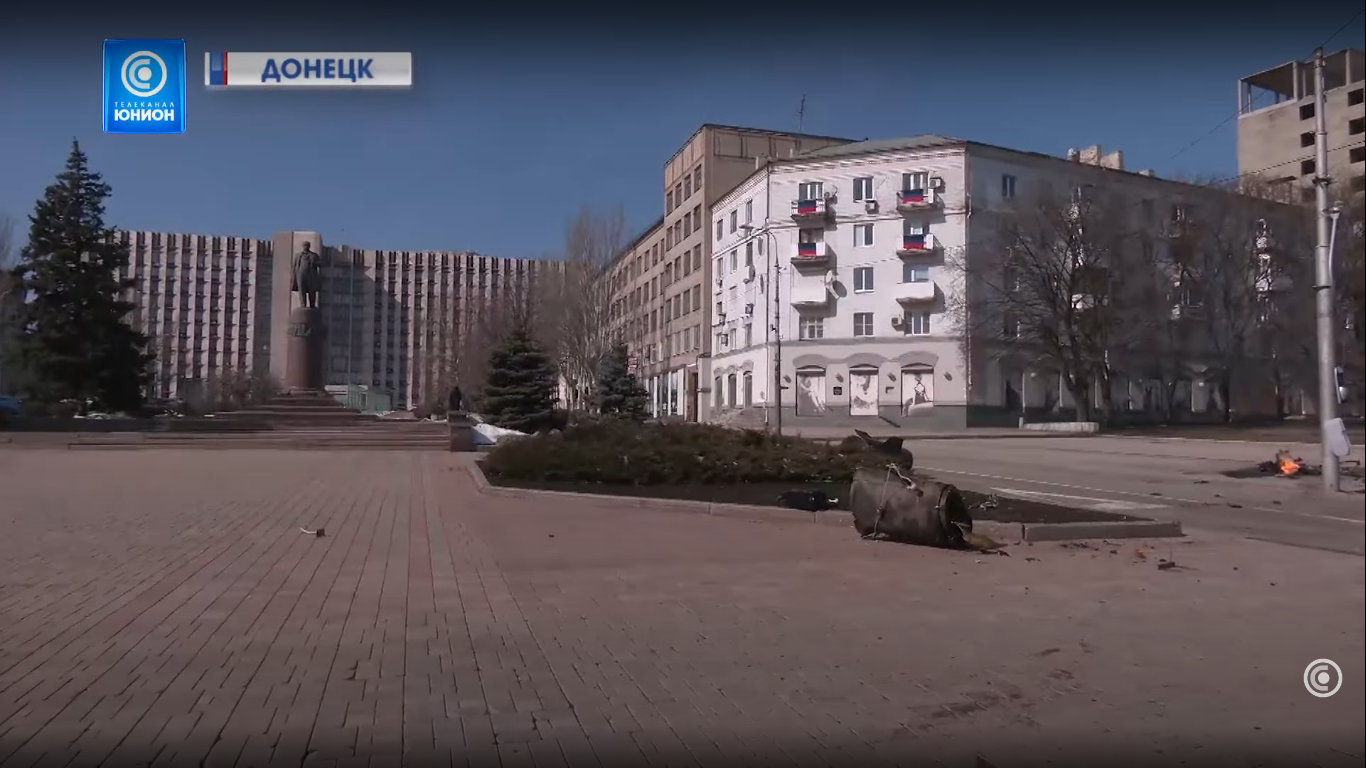
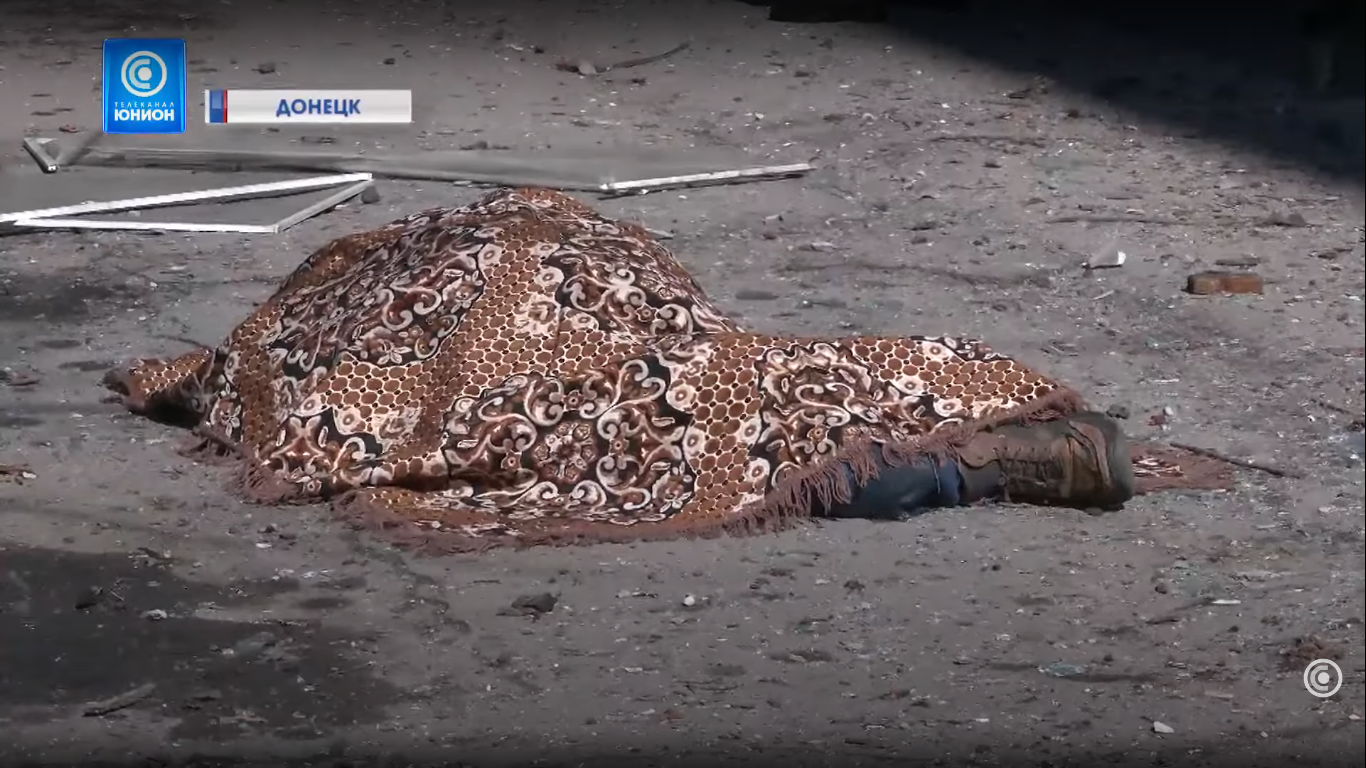
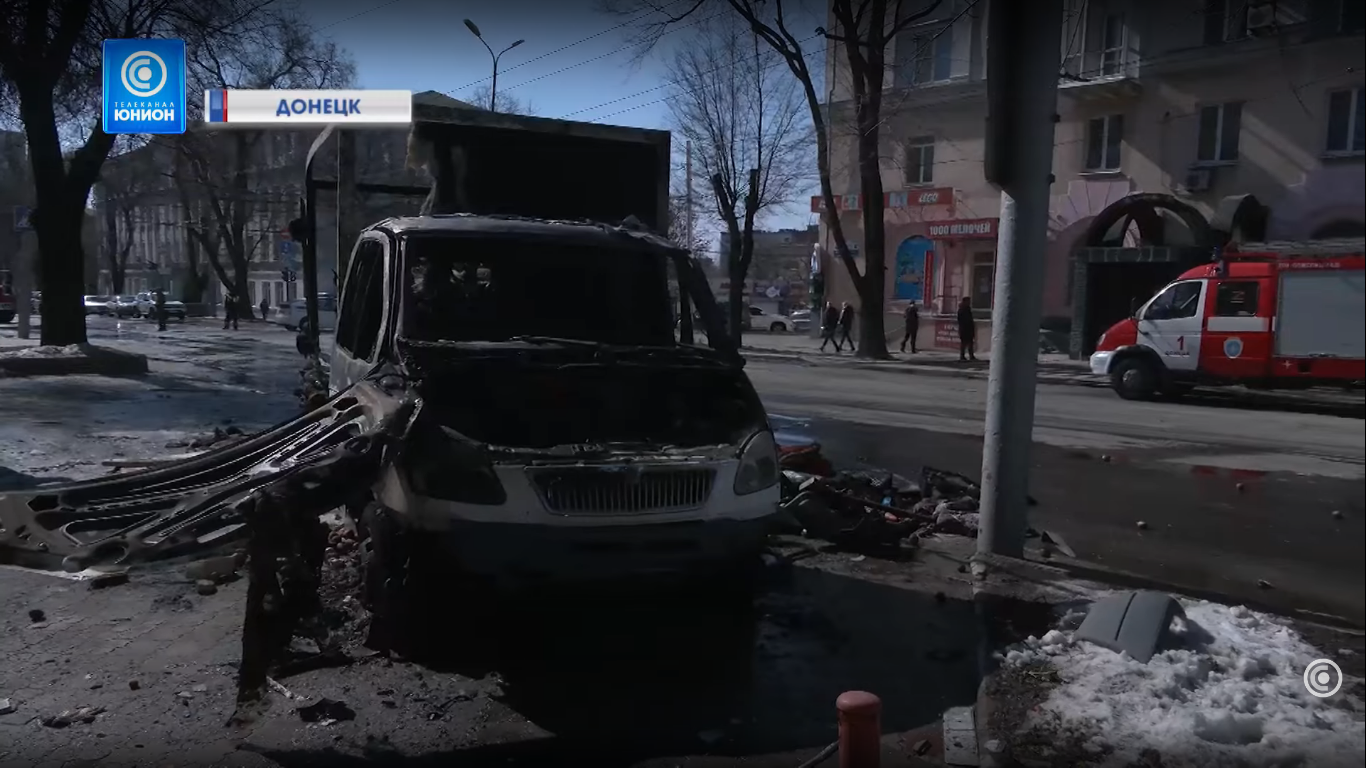
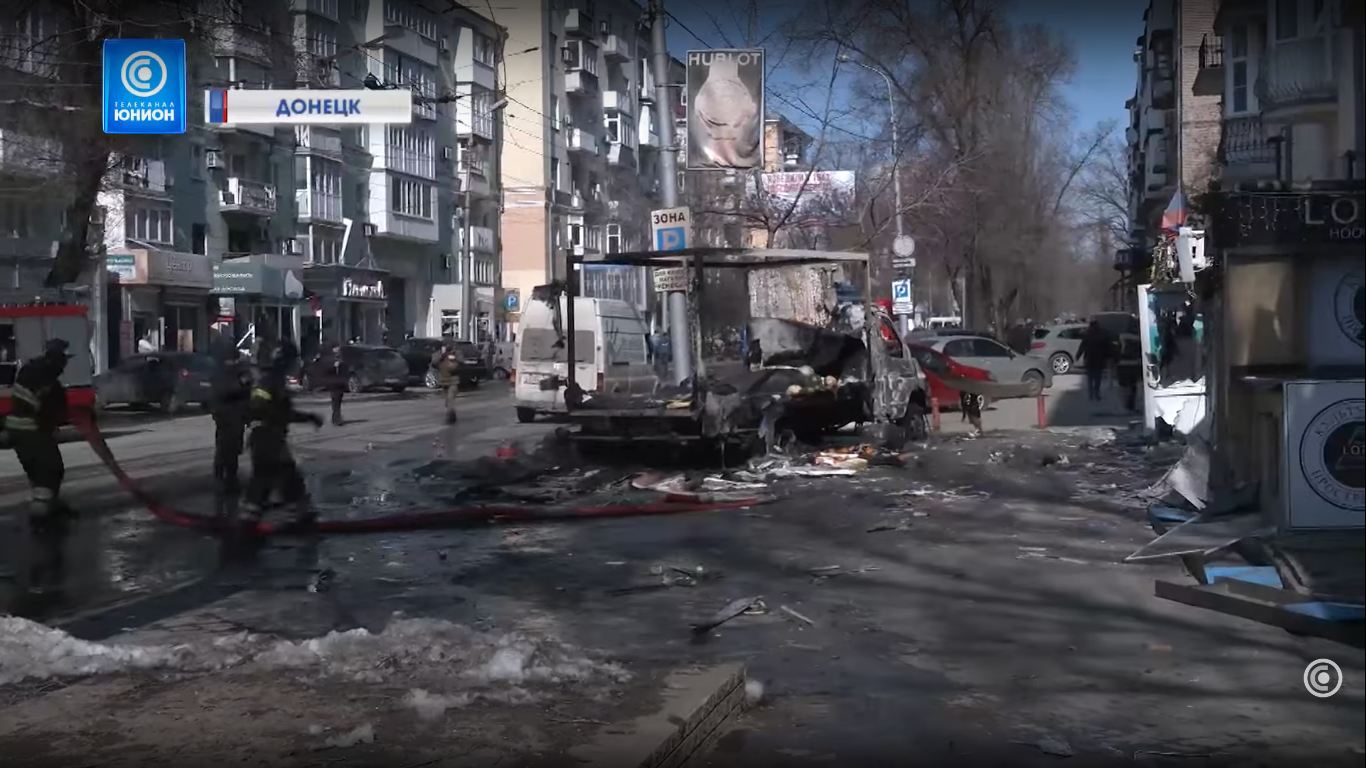
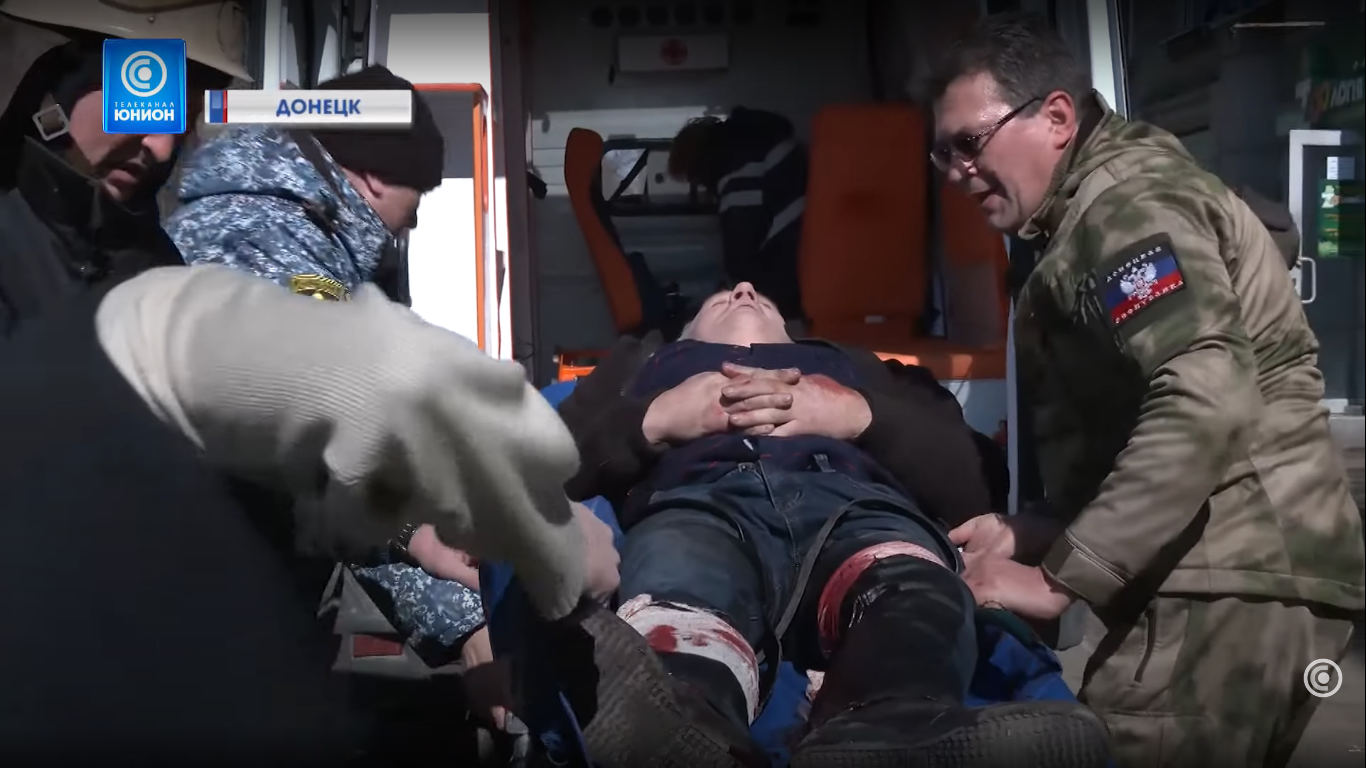